# Khairbanni

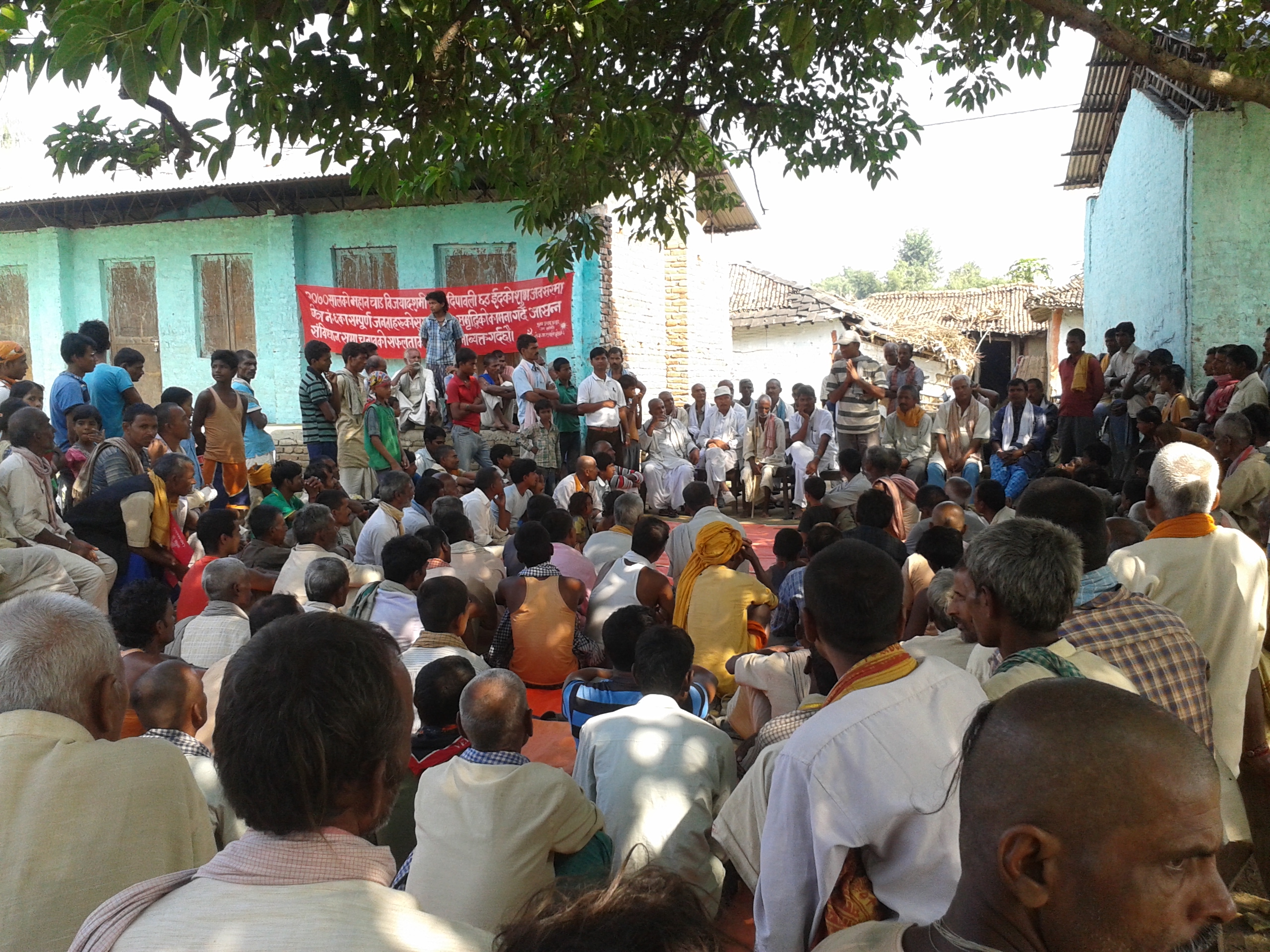

Khairbanni (en népalais : खैरबन्नी) est un comité de développement villageois du Népal situé dans le district de Mahottari. Au recensement de 2011, il comptait 9 140 habitants.